# IC 1879
IC 1879 — галактика типу S? (спіральна галактика) у сузір'ї Годинник.
Цей об'єкт міститься в оригінальній редакції індексного каталогу.